# Charles Périn
Pour les articles homonymes, voir Périn.
Cet article possède un paronyme, voir Charles Perrin.
Charles Henri Xavier Périn est un avocat et économiste belge, né à Mons le 29 août 1815 et mort le 4 avril 1905 dans son domaine familial à Ghlin près de Mons.

## Biographie
Charles Périn descend d’un officier français, Jean Périn de La Taille, établi à Marche à l'époque de Louis XIV. Son fils, qui y fut échevin, eut plusieurs enfants dont l’un fut conseiller aulique en Autriche et reçut le titre de baron de Gradenstein. L’autre, dont descend Charles Périn, receveur général impérial à Mons, partit en Allemagne à l’arrivée des armées républicaines françaises. De plus, Charles Périn était d'origine Allemande et Luxembourgeoise. La tradition familiale trouva dans l’émigration une forte influence anti-révolutionnaire ainsi qu’une solide foi religieuse, bien reflétées dans la sévère devise des Périn : Ex recto decus, « L'honneur par la droiture ».
Après de brillantes humanités à Mons, il poursuivit ses études à la faculté de Droit à l’université catholique de Louvain jusqu’à l’obtention du diplôme de docteur en droit.
L’enseignement de haut niveau de cette université était exercé par des maîtres réputés. Celui qui exerça la plus grande influence sur l’étudiant Charles Périn fut le comte Charles de Coux appelé de France en 1834 pour occuper d'abord à l'université catholique de Malines puis le premier à l'université catholique de Louvain nouvellement fondée, la chaire d’économie politique. Entre eux se nouèrent des relations amicales durables.
Charles Périn exerça peu de temps la profession d’avocat au barreau de Bruxelles. Rapidement, il fut rappelé à Louvain pour enseigner le droit public, le droit des gens puis l’économie politique. À la chaire de cette dernière, il succéda au comte Charles de Coux retourné à Paris prendre la direction de L'Univers.
Parmi la longue liste de ses œuvres, après de nombreux travaux fragmentaires, son ouvrage majeur publié en 1861, De la richesse dans les sociétés chrétiennes, lui assura une réputation internationale, après les traductions faites par l’abbé Muzzarelli, ancien précepteur du pape Grégoire XVI, en allemand, italien, espagnol et hongrois. Le Québec, où il fut très réputé, n’eut évidemment pas besoin de traduction.
Sa doctrine fut constante toute sa vie, comme son enseignement qui ne dissociait jamais le moral, le social, l’économie et le politique. Il se situait entre le libéralisme « jouisseur » (on dirait sans doute aujourd’hui « consumériste ») et le socialisme matérialiste de Lassalle et de Marx. Il eut une place éminente dans ce courant qu’on a nommé catholicisme social.
Le principe essentiel de la pensée de Charles Périn fut celui du renoncement chrétien, expression piège s’il en est aujourd’hui, surtout si l’on néglige de faire la part du vocabulaire de l’époque. Loin de lui donner un sens de retrait passif, il l’entendait comme condition d’efficacité active et à l’opposé d’une frénésie individualiste ruineuse qui aujourd’hui, par exemple, a été bien stigmatisée dans Toujours Plus ! et Plus encore de François de Closets. Ainsi Charles Périn précisait :
« Le renoncement est la loi de toute créature libre, c’est la loi chrétienne. Mais il se concilie avec le principe de l’intérêt propre, il est même la condition de tout progrès dans l’ordre moral et dans l’ordre matériel. »
Quelques titres d’ouvrages disent l’étendue et la diversité de ses sujets d’étude : Les lois de la société chrétienne ; L’ordre international, principes fondamentaux du droit des gens ; Le Patron, sa fonction, ses devoirs, ses responsabilités ; Les Économistes, les Socialistes et le Christianisme ; etc. Ces travaux lui ouvrirent les portes de l’Institut de France en tant que correspondant de la section de morale de l’Académie des sciences morales et politiques : il fut élu le 27 février 1869 en remplacement d'Édouard Ducpétiaux, décédé le 21 juillet 1868.
Sa grande réputation lui attira de nombreux sympathisants mais aussi des adversaires acharnés.[non neutre] Un conflit aigu l’opposa au cardinal de Malines, Victor-Auguste Dechamps, et l’obligea à aller à Rome se défendre. Le pape Léon XIII le reçut en audience le 13 juillet 1881, le blâma sur le plan personnel, mais le confirma entièrement sur la rectitude de sa doctrine.[non neutre]
Il rentra dans son domaine au château de Ghlin. Là, à 66 ans, jusqu’à près de 90 ans, il s’activa dans des interventions orientées vers la France et dans une vaste correspondance. À Lille en particulier, il contribua activement à La Revue trimestrielle fondée en 1880 « où il assura une contribution régulière et publia certaines études comme celle sur Le Modernisme ». Il participa à des congrès à Chartres, Angers, Reims, Grenoble... Toute cette activité finit par se ralentir avec les années, sa santé l’obligeant, vers la fin de sa vie, à prendre quelque repos en alternant les promenades dans les bois de son domaine et les lectures, en particulier des anciens auteurs, Sophocle, Euripide, Tacite et des évangiles qu’il lisait dans le texte grec.
Beaucoup de données reprises ci-dessus proviennent d’un mémoire d’un de ses anciens élèves, Victor Brants, qui fut aussi professeur à l’université de Louvain. Ce mémoire se termine par l’annonce du décès de Charles Périn au cours de la séance du 15 avril 1905 de l’Académie des sciences morales et politiques de France par Charles Lyon-Caen son président et professeur de droit, annonce que celui-ci termina ainsi :
« Les doctrines de Mr Charles Périn ont donné naissance à des polémiques très vives. Mais ses adversaires comme ses partisans rendent un légitime hommage à la hauteur de ses idées, à la sincérité de ses convictions, à l’habileté et à l’éloquence avec lesquelles il a su les défendre dans son enseignement et dans ses livres. Il a honoré son pays et son nom restera justement estimé parmi les économistes du XIXe siècle. »
Charles Périn eut comme disciple et ami au sein de l'Université catholique de Louvain le professeur Victor Brants qui continua sa pensée et lui consacra une biographie restée manuscrite.

## Ouvrages
- Les économistes, les socialistes et le christianisme, Librairie Lecoffre, 1849 (téléchargeable sur Gallica)
- Du socialisme dans les écrits des économistes, Imp. E. de Soye, 1850
- Du progrès matériel et du renoncement chrétien, C. Douniol, 1854
- De la richesse dans les sociétés chrétiennes, Librairie Lecoffre, 1861 (1868, 1882)
- L’usure et la loi de 1807, Librairie Lecoffre, 1865
- Les libertés populaires, Librairie Lecoffre, 1871
- Les lois de la société chrétienne, Librairie Lecoffre, 1875 (1876)
- Le socialisme chrétien, Librairie Lecoffre, 1879
- Les doctrines économiques depuis un siècle, Librairie Lecoffre, 1880 (téléchargeable sur Gallica)
- Le modernisme dans l'Église d'après des lettres inédites de La Mennais, Librairie Lecoffre, 1881
- L'association ouvrière - Discours prononcé par M. Charles Périn, à l'Assemblée générale des catholiques du Nord et du Pas-de-Calais, le 12 novembre 1881, Société de Saint-Augustin, 1881
- Mélanges de politique et d’économie, Librairie Lecoffre, 1883
- La coopération chrétienne, Librairie Lecoffre, 1886
- Le patron, sa fonction, ses devoirs, ses responsabilités, Imp. De Desclée, de Brouwer et Cie, 1886
- L’ordre international, principes fondamentaux du droit des gens, Librairie Lecoffre, 1888
- L'économie politique d'après l'encyclique sur la condition des ouvriers, Librairie Lecoffre, 1891
- Note sur le juste salaire d’après l’encyclique Rerum novarum, Impr. Desguin, 1892
- Premiers principes d’économie politique, Librairie Lecoffre, 1895 (téléchargeable sur Gallica)

### Articles
- « L'État et l'Église dans la société internationale (Rapport au Congrès de Reims) » dans Revue catholique des institutions et du droit, 20, 1883
- « Le droit nouveau en matière économique » dans Revue catholique des institutions et du droit, 27, 1886
- « Du droit de propriété des personnes civiles » dans Revue catholique des institutions et du droit, 2e série 3,1889
- « Ni libéraux, ni socialistes » dans Revue catholique des institutions et du droit, 2e série 5, 1890